# Beitzen (Einheit)
Beitzen war ein Siebenbürger Stückmaß im Handel mit unbearbeitetem (roher) Hanf.
- 1 Gebünde = 10 Beitzen/Büsen = 100 Büschel/Reisten

Bearbeiteter Hanf wurde, nicht an allen Orten, nach dem Maß Wagen berechnet. 
- 4 Wagen (Stein) = 1 Zentner = 120 Littre (Pfund) ≈ 39 Kilogramm

Man rechnete auch 24 Pfund je einen Stein, so, dass 5 Steine den Zentner ergaben.